# Гніла (Підляське воєводство)
Гніла (пол. Gniła) — село в Польщі, у гміні Добжинево-Дуже Білостоцького повіту Підляського воєводства.
Населення — 413 осіб (2011).
У 1975-1998 роках село належало до Білостоцького воєводства.

## Демографія
Демографічна структура станом на 31 березня 2011 року:
|          | Загалом | Допрацездатний вік | Працездатний вік | Постпрацездатний вік |
| -------- | ------- | ------------------ | ---------------- | -------------------- |
| Чоловіки | 214     | 50                 | 127              | 37                   |
| Жінки    | 199     | 39                 | 113              | 47                   |
| Разом    | 413     | 89                 | 240              | 84                   |